# История Элли
«История Элли» (перс. درباره الی‎ — букв. «Об Элли») — художественный фильм иранского режиссёра Асгара Фархади, вышедший на экраны в 2009 году. Фильм стал призёром 59-го Берлинского МКФ. Премию «Серебряный Медведь» за лучшую режиссуру получил Асгар Фархади. Фильм также претендовал на премию «Оскар» за лучший фильм на иностранном языке, но не был включён в окончательный список 5 номинантов. Также этот фильм стал последним иранским фильмом для Гольшифте Фарахани, после того как ей запретили сниматься в Иране из-за того что, на премьере голливудского фильма «Совокупность лжи», появлялась на красной дорожке без хиджаба .

## Сюжет
Группа друзей-иранцев отправляются на трёхдневный отпуск на берег Каспийского моря. Все они — бывшие однокурсники юридического факультета, 3 семейные пары с маленькими детьми. Инициатор поездки (Сепиде) берёт с собой воспитательницу своей дочери (Элли), чтобы познакомить её с вернувшимся из Германии Ахмадом.
Они все прибывают к дому, забронированному Сепиде, но не могут там остаться, так как неожиданно приехал хозяин. Им предлагают заброшенный дом на самом берегу моря, и в итоге друзья соглашаются на этот вариант. Там отсутствует сотовая связь, поэтому для звонка приходится возвращаться к хозяйке.
Элли смущают намёки друзей, но она всё же начинает испытывать симпатию к Ахмаду. Внезапно Элли пропадает во время несчастного случая, в ходе которого чуть не тонет один из детей. Друзья не знают, утонула ли она, или вовсе покинула их не предупредив.

## В ролях
- Гольшифте Фарахани — Сепиде
- Таране Алидусти — Элли
- Шахаб Хоссейни — Ахмад
- Мерила Зареи — Шохрех
- Мани Фагиги — Амир
- Пейман Маади — Пейман
- Рана Азадивар — Наази
- Ахмад Мехранфар — Манучехр
- Сабер Аббар — Алиреза

## Критические отзывы
- Нина Цыркун («Искусство кино»): «Иранский режиссёр снял свою историю о погибшей во время поездки на пикник девушке и о том, что за этим последовало, не в привычной медитативной манере, а по-европейски жестко, но, пожалуй, в своем пути на Запад создатели фильма застряли где-то на полпути, утратив национальную особенность, но не вполне освоив психологическую тонкость и глубину, присущую чужой традиции..»[3]

## Награды и номинации
- 2009 — премия «Серебряный медведь» за лучшую режиссуру (Асгар Фархади) на Берлинском кинофестивале.
- 2009 — приз кинофестиваля Трайбека за лучший игровой фильм.
- 2009 — приз Брисбенского кинофестиваля (Brisbane International Film Festival) (Асгар Фархади).
- 2009 — приз Международного кинофестиваль в Керале (nternational Film Festival of Kerala) за самый популярный фильм (Асгар Фархади).
- 2009 — премия «Хрустальный симург» иранского кинофестиваля «Фаджр»: лучший режиссёр (Асгар Фархади), лучший актёр (Шахаб Хоссейни).
- 2009 — представляет Иран на премии «Оскар» в номинации за лучший фильм на иностранном языке.